# Ashokapuram
Ashokapuram è una suddivisione dell'India, classificata come census town, di 9.676 abitanti, situata nel distretto di Coimbatore, nello stato federato del Tamil Nadu. In base al numero di abitanti la città rientra nella classe V (da 5.000 a 9.999 persone).

## Geografia fisica
La città è situata a 11° 05' 53 N e 76° 56' 13 E.

## Società

### Evoluzione demografica
Al censimento del 2001 la popolazione di Ashokapuram assommava a 9.676 persone, delle quali 4.922 maschi e 4.754 femmine. I bambini di età inferiore o uguale ai sei anni assommavano a 706, dei quali 342 maschi e 364 femmine. Infine, coloro che erano in grado di saper almeno leggere e scrivere erano 8.088, dei quali 4.275 maschi e 3.813 femmine.